# 7A busz (Tata)
A tatai 7A jelzésű autóbusz az Autóbusz-állomás és Agostyán, Forduló között közlekedik. A járat a nyári tanszünet alatt módosított menetrenddel közlekedik. A viszonylatot a MÁV Személyszállítási Zrt. üzemelteti.

## Története
A viszonylatot a Volánbusz hozta létre 2023. március 24-én 

## Útvonala
| Agostyán, Forduló felé | Autóbusz-állomás felé |
| --- | --- |
| Autóbusz-állomás – Május 1. út – Somogyi Béla utca – Bacsó Béla utca – Agostyáni út – 1128 – Agostyáni út – Kossuth Lajos utca – Agostyán, Forduló | Agostyán, Forduló – Kossuth Lajos utca – Agostyáni út – 1128 – Agostyáni út – Bacsó Béla utca – Almási utca – Május 1. út – Váralja utca – Autóbusz-állomás (Érk) |

## Megállóhelyei
Az átszállási kapcsolatoknál a 2025 június 21-étől augusztus 31-ig érvényes nyári menetrend szerint vannak feltüntetve.
| 7A (Autóbusz-állomás – Agostyán, Forduló) | 7A (Autóbusz-állomás – Agostyán, Forduló) | 7A (Autóbusz-állomás – Agostyán, Forduló)       | 7A (Autóbusz-állomás – Agostyán, Forduló) | 7A (Autóbusz-állomás – Agostyán, Forduló) | 7A (Autóbusz-állomás – Agostyán, Forduló) | 7A (Autóbusz-állomás – Agostyán, Forduló) | 7A (Autóbusz-állomás – Agostyán, Forduló) |
| Perc (↓)                                  | Perc (↓)                                  | Megállóhely                                     | Perc (↑)                                  | Perc (↑)                                  | Perc (↑)                                  | Átszállási kapcsolatok |                                           |
| A                                         | B                                         | Megállóhely                                     | A                                         | B                                         | C                                         | Átszállási kapcsolatok |                                           |
| ----------------------------------------- | ----------------------------------------- | ----------------------------------------------- | ----------------------------------------- | ----------------------------------------- | ----------------------------------------- | --- | ----------------------------------------- |
| ∫                                         | ∫                                         | Autóbusz-állomás (érkező kocsiállás) Végállomás | 11                                        | 14                                        | 15                                        | 3, 5A, 5AF, 5FA 804, 814, 8400, 8402, 8406, 8462, 8463, 8465, 8466, 8467, 8472, 8479, 8574, 8587, 8594, 8700, 8706, 8716, 8726, 8727, 8736, 8740 1824, 1841, 1850 |                                           |
| 0                                         | 0                                         | Autóbusz-állomás (Május 1. út) Induló állomás   | ∫                                         | ∫                                         | ∫                                         | 1, 1M, 1R, 1T, 2G, 5, 5AF, 5FA, 5T, 7, 8, 9, 9M |                                           |
| 2                                         | 4                                         | Városközpont                                    | 10                                        | 12                                        | 12                                        | 1, 1M, 1R, 1T, 2G, 5, 5A, 5AF, 5FA, 5T, 7, 8, 9, 9M 804, 814, 8400, 8406, 8462, 8463, 8465, 8466, 8467, 8472, 8700, 8706, 8716 1824, 1841                         |                                           |
| ∫                                         | ∫                                         | Almási út                                       | 9                                         | 10                                        | 10                                        | 1, 1M, 1R, 1T, 7, 8, 9, 9M |                                           |
| 3                                         | 6                                         | Somogyi Béla utca                               | ∫                                         | ∫                                         | ∫                                         | 1, 1M, 1R, 1T, 7, 8, 9, 9M |                                           |
| ∫                                         | ∫                                         | Révai utca                                      | 8                                         | 9                                         | 9                                         | 7, 8 |                                           |
| 5                                         | 8                                         | Volán-telep                                     | 7                                         | 7                                         | 7                                         | 7, 8 8406 |                                           |
| 6                                         | 9                                         | Hollósi Sándor utca                             | 6                                         | 6                                         | 6                                         | 7 8406 |                                           |
| 7                                         | 11                                        | Barcsay Jenő utca                               | 5                                         | 5                                         | 5                                         | 7 8406 |                                           |
| 8                                         | 12                                        | Római-tó                                        | 3                                         | 3                                         | 3                                         | 7 8406 |                                           |
| 10                                        | 14                                        | Agostyán, Könyvtár                              | 1                                         | 1                                         | 1                                         | 7 8406 |                                           |
| 11                                        | 15                                        | Agostyán, Forduló Végállomás                    | 0                                         | 0                                         | 0                                         | 7 |                                           |
| ʃ                                         | ʃ                                         | Agostyán, Szabadság utca Végállomás             | ʃ                                         | ʃ                                         | ʃ                                         | 8406 |                                           |

## Külső hivatkozások
- Vonalhálózati térképek. Volánbusz. (Hozzáférés: 2024. július 25.)
- Vonalhálózati térképek. MÁV-csoport. (Hozzáférés: 2025. március 24.)